# Vũ điệu thần chết (Saint-Saëns)
Vũ điệu thần chết (tiếng Pháp: Danse macabre, Op. 40) là bản giao hưởng thơ của nhà soạn nhạc người Pháp Camille Saint-Saëns. Tác phẩm này được sáng tác vào năm 1874 và biểu diễn lần đầu tiên vào năm 1875.

## Chủ đề tác phẩm
Vũ điệu thần chết được Saint-Saëns sáng tác dựa trên một bài thơ của nhà thơ người Pháp Henri Cazalis. Bài thơ này lại được sáng tác dựa vào sự mê tín của người Pháp. Nội dung của nó như sau (dịch sang tiếng Việt):
Zig, zig, zig, cái chết trong từng nhịp
Đập vào ngôi mộ theo tiếng gót chân
Cái chết bắt đầu nhảy theo nhịp điệu
Zig, zig, zig, với tiếng violin
Gió đông lạnh thổi và đêm thật là tối
Tiếng than vãn ở trong những cây đoan
Những bộ xương trắng đi qua
Chạy và nhảy trong những chiếc vải trùm
Zig, zig, zig, chỉ một âm thanh đang nhảy giỡn
Những chiếc xương của những vũ công đang kêu tiếng "crack"
Nhưng, suỵt! Chúng bỗng nhiên dừng nhảy múa
Chúng nhảy lên và bay
Con gà trống cất tiếng gáy
Theo như suy nghĩ mê tín thời kỳ Cổ đại, cái chết xuất hiện lúc nửa đêm vào dịp Halloween mỗi năm. Cái chết có sức mạnh gọi những người đã chết ở trong những nấm mồ để nhảy múa cùng nó. Tất cả đều nhảy múa cho đến lúc bình minh. Những người đã chết lại trở về với nấm mồ chờ Halloween năm sau.

## Nội dung tác phẩm
Vũ điệu thần chết của Camille Saint-Saëns bắt đầu với những nốt nhạc đơn lẻ của cây hạc cầm ở cung Rê thứ . Hạc cầm cất lên những âm thanh như thế trong 12 lần để gợi nên cảnh lúc nửa đêm. Ngoài âm thanh đó, các nhạc cụ dây cũng đệm theo. Sau đó độc tấu violin bắt đầu diễn tả một hợp âm được gọi là hợp âm của cái chết. Tiếp theo, chủ đề chính của tác phẩm được diễn tả bởi flute. Dàn nhạc giao hưởng diễn tả lại chủ đề đó, rồi đệm cho violin độc tấu (lúc này violin diễn tả đoạn âm tiếp nối hợp âm). Cả chủ đề chính lẫn đoạn tiếp nối đều diễn ra trong nhiều đoạn cho đến khi violin độc tấu và hạc cầm cùng chơi đoạn tiếp nối. Kế tiếp, tác phẩm được thể hiện với cấp độ tăng tiến dần bởi dàn nhạc và dàn nhạc thể hiện một động lực mạnh mẽ. Ở gần cuối tác phẩm, violin độc tấu lại biểu diễn một đoạn mới cùng với sự đệm của dàn nhạc. Cuối tác phẩm, một đoạn pianissimo vang lên, thể hiện bình minh đã xuất hiện và những người chết không nhảy múa nữa, trở về với nấm mồ.

## Bút pháp nghệ thuật
Vũ điệu thần chết đã sử dụng sự đặc biệt của đàn phiến gỗ trong một chủ đề đặc biệt để có thể bắt chước âm thanh của những khúc xương khi đang nhảy múa.

## Âm thanh
| [[:File:\|Vũ điệu thần chết của Saint-Saëns]] |  |
| [[File:\|220px\|Thông tin]]                   |  |
|                                               |  |